# Mortoniella rovira
Mortoniella rovira là một loài Trichoptera trong họ Glossosomatidae. Chúng phân bố ở vùng Tân nhiệt đới.